# سومبلیا دیاکیته
سومبلیا دیاکیته (انگلیسی: Soumbeïla Diakité؛ زادهٔ ۲۵ اوت ۱۹۸۴) یک بازیکن فوتبال اهل مالی است که برای باشگاه فوتبال استقلال صنعتی خوزستان بازی میکند.
وی همچنین در تیم ملی فوتبال مالی بازی کرده است.